# Led Zeppelin III
Led Zeppelin III es el tercer álbum de estudio de Led Zeppelin, lanzado el 5 de octubre de 1970 por Atlantic Records. El álbum representó un cambio de la música de la banda, hacia un mayor énfasis en los sonidos folk y acústicos. Esto sorprendió a muchos seguidores y críticos, y tras su lanzamiento el disco recibió críticas bastante duras.

## Composición y contexto
Aunque algunos acogieron calurosamente los límites musicales en expansión de la banda, los detractores atacaron las pistas más pesadas por ser un ruido sin sentido. En una reseña para Rolling Stone, el crítico Lester Bangs elogió "That's the Way" como "hermosa y genuinamente conmovedora", al tiempo que caracterizó las canciones más pesadas de la banda como toscas y poco diferenciadas entre sí. 
Otros, por el contrario, criticaron el material acústico por imitar la música de Crosby, Stills, Nash & Young, lo que Page cuestionó, ya que el grupo había presentado ese estilo en sus álbumes anteriores.
Page también ha dicho que la prensa negativa dada al tercer álbum lo afectó tanto que no concedió entrevistas de prensa durante 18 meses después de su lanzamiento, y agregó que las críticas fueron una de las razones por las que el siguiente álbum no contenía información escrita. en absoluto.
Más tarde llegó a creer que los periodistas tenían poco tiempo para escuchar el material y simplemente buscaban "el nuevo 'Whole Lotta Love'" en lugar de apreciar el material por sus propios méritos.

«Debe darse crédito a Bron-Yr-Aur, una casita de campo en South Snowdonia, por pintar una imagen un tanto olvidada de auténtica plenitud que sirvió de incentivo a algunos de estos planteamientos musicales», agosto de 1970.

.

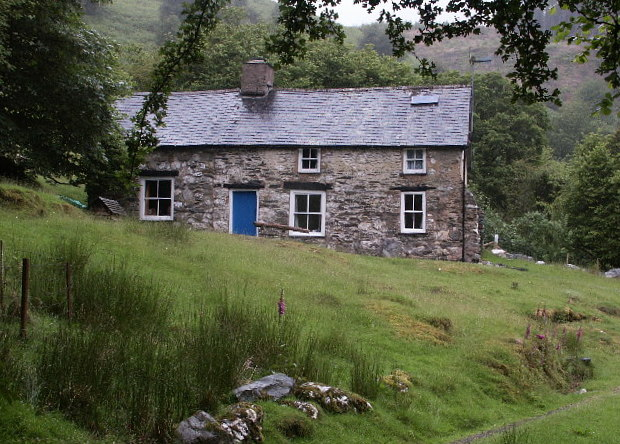
La casa llamada Bron-Yr-Aur, en Gales, fuente de inspiración del grupo

Esta cita, incluida en la cubierta de Led Zeppelin III sirve para explicar el carácter sorprendentemente tranquilo de las canciones. Page y Plant se retiraron a esta granja para descansar de las giras y de todo el éxito que había alcanzado el segundo disco, y trabajaron en algunas canciones, muy influidas por la atmósfera del campo. 
Posteriormente grabaron el material a medias entre Headley Grange, una mansión en Hampshire (con el Estudio móvil de The Rolling Stones) y los estudios Island e Olympic en Londres.
El disco quedó así dividido en dos caras completamente distintas: en la primera, los clásicos temas de hard rock y blues totalmente eléctricos, mientras que en la segunda aparecían exclusivamente o predominantemente temas acústicos. 
La crítica, tras la tremenda sacudida de Led Zeppelin II, esperaba algo más contundente, y no acogió muy bien al tercer álbum. Sin embargo, a muchos les parece uno de los mejores discos de la banda.

## Portada
En cuanto al aspecto externo del disco, la portada es mucho más atrevida que las dos anteriores y está plagada de imaginería hippie. En la edición en vinilo, la carpeta está cubierta de agujeros, con lo que se puede ver la funda del disco, con un diseño completamente psicodélico. Detrás de la portada había un disco laminado giratorio cubierto con más imágenes, incluyendo fotos de los miembros de la banda, que al girarse se mostraban a través de agujeros en la cubierta. Esto no podría ser replicado en una portada de casete o CD convencional, aunque existieron CD japoneses y británicos envasados en versiones en miniatura de la portada original. El conjunto total, ideado por un tal Zacron, no pareció ser del agrado de Page:

«Conocía al artista y le expliqué lo que queríamos... pero se puso muy personal con el diseño. No estaba muy contento con el resultado final; me parecía un tanto exótico. Había un montón de tonterías, como mazorcas de maíz a modo de zeppelin y cosas así».

## Lista de canciones

### Lado A
1. "Immigrant Song" (Page/Plant) 2:24
2. "Friends" (Page/Plant) 3:54
3. "Celebration Day" (Page/Plant/Jones) 3:30
4. "Since I've Been Loving You" (Page/Plant/Jones) 7:23
5. "Out on the Tiles" (Page/Plant/Jones/Bonham) 4:07

### Lado B
1. "Gallows Pole" (trad. arr. Page/Plant) 5:00
2. "Tangerine" (Page) 3:11
3. "That's the Way" (Page/Plant) 5:40
4. "Bron-Y-Aur Stomp" (Page/Plant/Jones) 4:17
5. "Hats Off to (Roy) Harper" (trad.) 3:40

## Reedición 2014
Junto con su disco debut y su segundo disco, Led Zeppelin III fue remasterizado y lanzado el 2 de junio de 2014.  La reedición viene en seis formatos: una edición estándar en CD, una edición de lujo de dos CD, una versión estándar de un LP, una versión de lujo de dos LP, una super deluxe de dos CD más la versión de dos LP con un libro de tapa dura de 80 páginas y como descargas digitales de alta resolución 96k/24 bits. Las ediciones de lujo y súper de lujo cuentan con material extra que contiene tomas alternativas y versiones de sus canciones de antes de ser lanzadas, las cuales son "Bathroom Sound", "Jennings Farm Blues" y además un tema inédito llamado "Key to the Highway/Trouble in Mind". Las versiones en LP replican el diseño original con el disco giratorio interior. La reedición fue publicada con una versión en negativo de las ilustraciones del álbum original como portada de su disco extra.

## Personal
Led Zeppelin
- John Bonham – batería, percusión
- John Paul Jones – bajo, órgano Hammond, sintetizador Moog, mandolina, contrabajo en "Bron-Y-Aur Stomp ", arreglo de cuerdas en "Friends"[4]
- Jimmy Page – guitarras, pedal steel, banjo, coros en "Tangerine", bajo en "That's the Way",[5] producción[6]
- Robert Plant – voz

### Producción
- Peter Grant – productor ejecutivo
- Andy Johns – ingeniero de grabación, ingeniero de mezcla
- Terry Manning – ingeniero de mezcla, ingeniero de masterización
- Zacron – portada